# King's Royal Hussars

Badge du régiment.

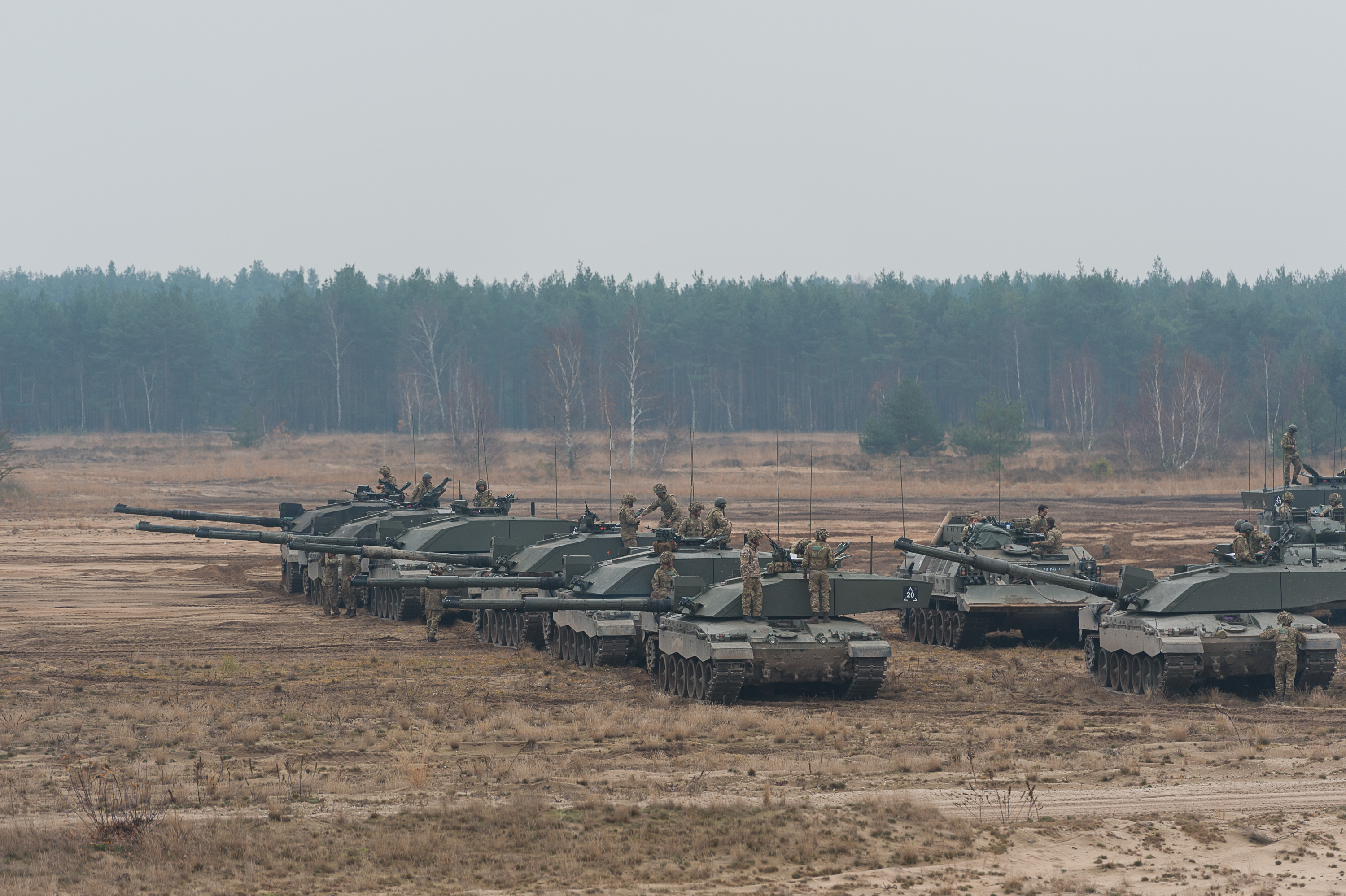
Un escadron de FV4034 Challenger 2 du King's Royal Hussars en manœuvres en Pologne en 2014.

Créé le 4 décembre 1992, le régiment de cavalerie The King’s Royal Hussars appartement au Royal Armoured Corps.

## Historique
Il est l’héritier des régiments de Hussards suivants :
- The Royal Hussars (Prince of Wales’s)
- 14th/20th King’s Hussars.

Ces unités trouvent leur origine de la façon suivante :
- Le 25 octobre 1969, The Royal Hussars (Prince of Wales’s) est créé par la fusion de deux régiments de cavalerie :
  - 10th Royal Hussars (Prince of Wales’s Own)
  - 11th Royal Hussars (Prince Albert’s Own)
- Le 11 avril 1922, le 14th/20th King’s Hussars voit le jour par l’amalgame de deux régiments de cavalerie :
  - 14th King’s Hussars
  - 20th King’s Hussars

## Organisation
Le quartier-général de ce régiment blindé de la British Army est à Preston (Lancashire) et Winchester, Angleterre.
Il est prévu en 2019 qu'il échange ses 56 chars FV4034 Challenger 2 contre des véhicules de combat d'infanterie de type General Dynamics Ajax dans les années 2020.